# Flynn Robinson
Flynn James Robinson (ur. 28 kwietnia 1941 w Elgin, zm. 23 maja 2013 w Los Angeles) – amerykański koszykarz, obrońca, mistrz NBA, uczestnik NBA All-Star Game.

## Osiągnięcia
NCAA
- 3-krotnie zaliczany do I składu konferencji Western Athletic[3]
- Wybrany do składu stulecia uczelni Wyoming - University of Wyoming All-Century Team (2005)[4]

AAU
- Finalista AAU (1965)[5]
- Zaliczony do składu AAU All-American (1965)[5]

NBA
- Mistrz NBA (1972)[1]
- Uczestnik meczu gwiazd NBA (1970)[2]
- Lider NBA w skuteczności rzutów wolnych (1970)[6]